# Massimo Bray

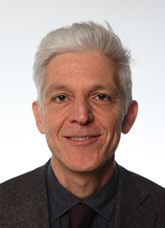
Massimo Bray

Massimo Bray (* 11. April 1959 in Lecce) ist ein italienischer Kulturmanager, Politiker und ehemaliger Kulturminister Italiens.
Bray studierte an der Universität Florenz und wurde 1991 Redakteur für moderne Geschichte am Istituto della Enciclopedia Italiana.
Bei den Parlamentswahlen 2013 für die 17. Legislaturperiode zog Bray als Kandidat der Demokratischen Partei (PD) in die italienische Abgeordnetenkammer ein. Vom 28. April 2013 bis zum 22. Februar 2014 war er als Nachfolger von Lorenzo Ornaghi im Kabinett Letta Minister für Kulturgüter und kulturelle Aktivitäten. Ihm folgte im Amt Dario Franceschini.